# Machnoviterna
Machnoviterna var namnet på en ukrainsk bondearmé till tillsammans med bolsjevikerna stred mot både de vita och de röda under inbördeskriget som följde den ryska revolutionen. Efter inbördeskriget övergick samarbetet till massarresteringar och avrättningar på anarkisterna från bolsjevikernas sida.